# Bosner Island
Bosner Island ist eine 500 m lange und felsige Insel im südlichen Teil des Archipels der Windmill-Inseln vor der Küste des ostantarktischen Wilkeslands. Sie liegt 160 m nordwestlich von Boffa Island und 800 m östlich der Browning-Halbinsel.
Die Insel wurde anhand von Luftaufnahmen der US-amerikanischen Operation Highjump (1946–1947) und der Operation Windmill (1947–1948) erstmals kartiert. Das Advisory Committee on Antarctic Names benannte sie nach Paul Bosner (* 1927), Mitglied einer der beiden Einheiten bei der Operation Windmill, die im Januar 1948 für die Erstellung von Luftaufnahmen und Fotos vor Ort im Gebiet der Insel verantwortlich war.